# Bahbari Gaon
Bahbari Gaon là một thị trấn thống kê (census town) của quận Tinsukia thuộc bang Assam, Ấn Độ.

## Nhân khẩu
Theo điều tra dân số năm 2001 của Ấn Độ, Bahbari Gaon có dân số 6159 người. Phái nam chiếm 54% tổng số dân và phái nữ chiếm 46%. Bahbari Gaon có tỷ lệ 79% biết đọc biết viết, cao hơn tỷ lệ trung bình toàn quốc là 59,5%: tỷ lệ cho phái nam là 83%, và tỷ lệ cho phái nữ là 74%. Tại Bahbari Gaon, 9% dân số nhỏ hơn 6 tuổi.